# Thom Yorke
Thomas Edward »Thom« Yorke, * 7. oktober 1968, angleški glasbenik in pevec. 
Yorke je vodja alternativnih rock skupin Radiohead in Atoms For Peace. Večinoma igra kitaro in klavir, občasno pa tudi bobne in bas kitaro (opazno v snemalnem obdobju Kid A in Amnesiac). Julija 2006 je izdal svoj prvi solo album z naslovom The Eraser.